# Kreisamt Leipzig

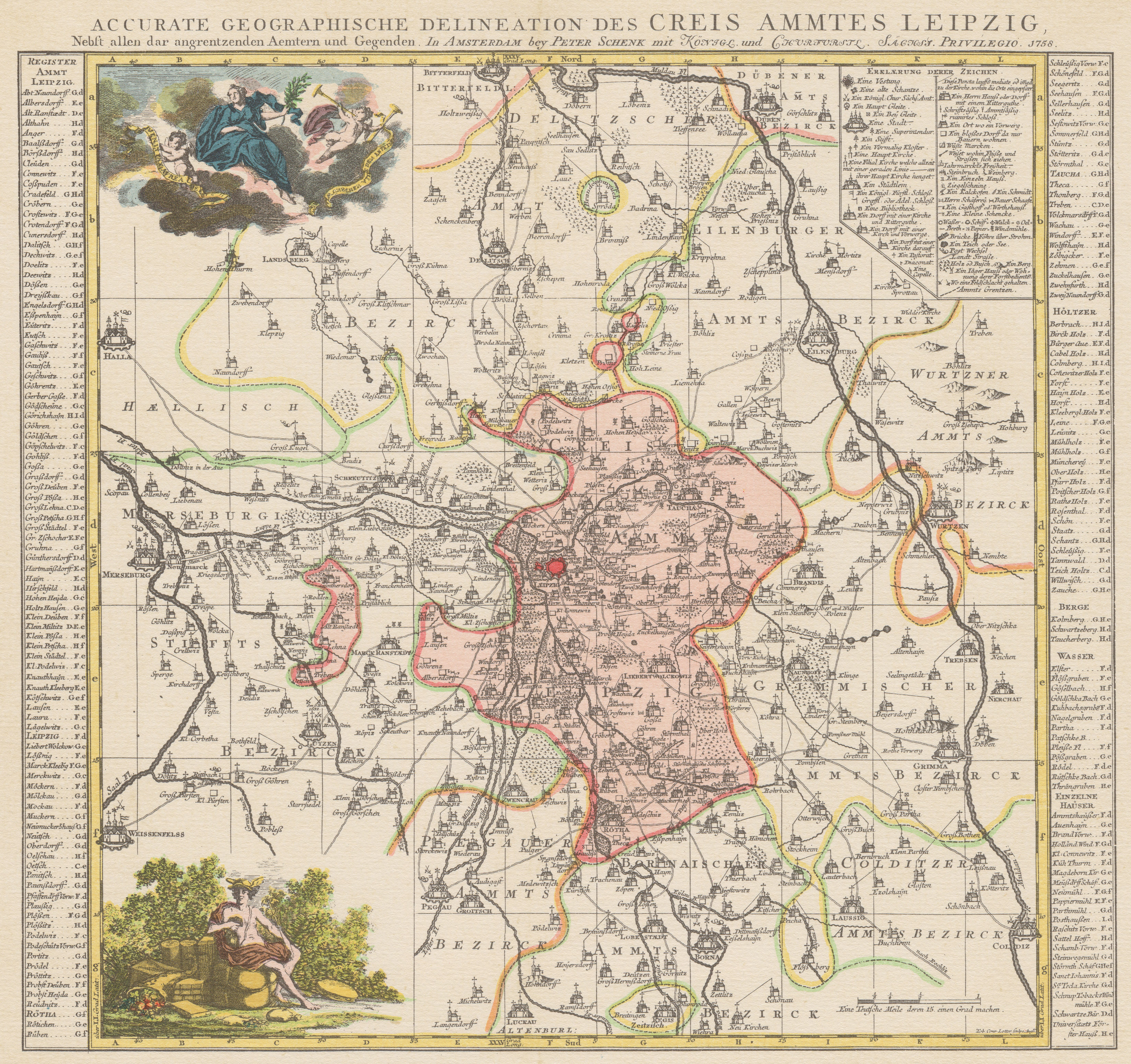
Karte des Kreisamtes Leipzig, Kupferstich 1758

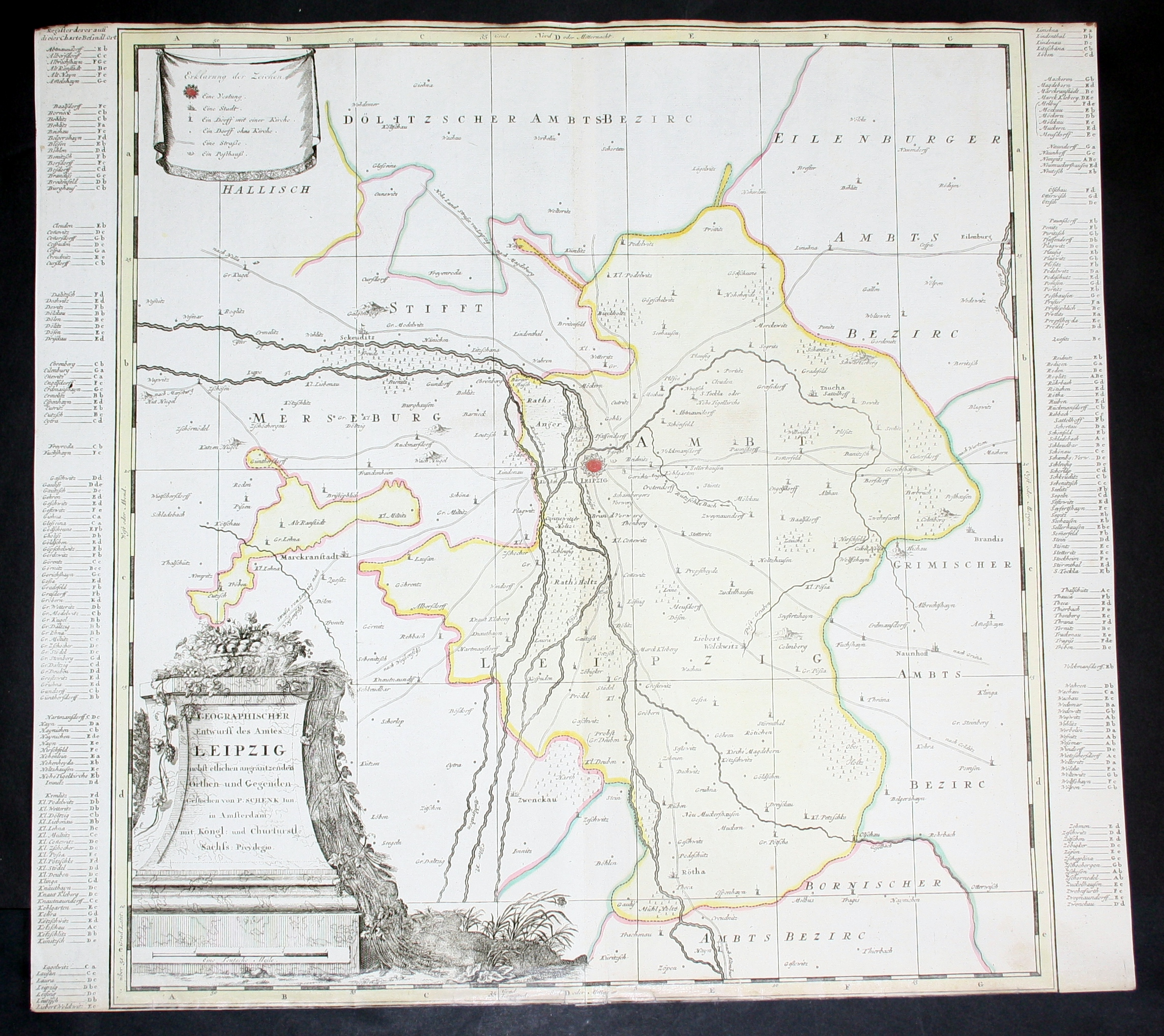
Geografischer Entwurff des Amtes Leipzig..., eine Kupferstich-Karte von Peter Schenk, ca. 1740

Das Kreisamt Leipzig war eine im Leipziger Kreis gelegene territoriale Verwaltungseinheit des Kurfürstentums Sachsen. Als Kreisamt waren dem Amt Leipzig übergeordnete Aufgaben zugeordnet.
Bis zum Ende der sächsischen Ämterverfassung im Jahr 1856 bildete das Amt den räumlichen Bezugspunkt für die Einforderung landesherrlicher Abgaben und Frondienste, für Polizei, Rechtsprechung und Heeresfolge.

## Geographische Lage
Das Amt Leipzig lag im Zentrum der Leipziger Tieflandsbucht am Zusammenfluss von Weißer Elster, Pleiße und Parthe. Die westliche Stadtgrenze von Leipzig bildete gleichzeitig die Grenze des Leipziger Kreises zur Herrschaft Sachsen-Merseburg (Amt Lützen). Einige Orte mussten dem Braunkohleabbau des 20. Jahrhunderts weichen (Tagebaue Espenhain, Cospuden und Zwenkau).
Das Gebiet des Kreisamts Leipzig liegt heute zum größten Teil im Freistaat Sachsen und gehört zur Stadt Leipzig sowie den Landkreisen Nordsachsen und Leipzig. Die Exklaven Oetzsch und Treben gehören heute zum Saalekreis im Land Sachsen-Anhalt.

## Angrenzende Verwaltungseinheiten
| Sachsen-Merseburg (Amt Schkeuditz) | Ämter Delitzsch und Eilenburg               | Stiftsamt Wurzen (Amt Wurzen) |
| Sachsen-Merseburg (Amt Lützen)     | Kompassrose, die auf Nachbargemeinden zeigt | Erbamt Grimma                 |
| Amt Pegau                          | Amt Borna                                   | Erbamt Grimma                 |

## Geschichte
Die Stadt Leipzig wurde um 900 als slawische Siedlung angelegt. Als Gründungsjahr der Stadt gilt das Jahr 1165, in dem Markgraf Otto der Reiche von Meißen dem Ort an der Kreuzung der Via Regia mit der Via Imperii das Stadtrecht und das Marktrecht erteilte.
Das Gebiet des späteren Amts Leipzig lag im Pleißenland und gehörte zu den ersten Besitzungen der Markgrafschaft Meißen. Es stand unter Abhängigkeit des Hochstifts Merseburg. Bereits 1221 ist ein markgräflicher Vogt als Verwalter erwähnt. Die Markgrafschaft Meißen ging im Kurfürstentum Sachsen auf. Im Jahr 1485 fand in Leipzig die Aufteilung des Kurfürstentums Sachsen unter den beiden markgräflichen Brüdern Albrecht den Beherzten und Ernst statt.
Nach der Leipziger Teilung 1485 gehörte das Gebiet des späteren Amts Leipzig zum albertinischen Herzogtums Sachsen, zu dessen Hauptstadt das bis dahin im Vergleich zu Leipzig oder Meißen unbedeutende Dresden ernannt wurde. Leipzig war darin häufig Tagungsort des Landtags. Nach der Verwaltungsreform 1499 lag Leipzig als sogenanntes Amt im Leipziger Kreis, neben dem es sieben weitere im Kurfürstentum gab. Dem Amt Leipzig waren als Kreisamt übergeordnete Aufgaben zugeordnet.
1539 wurde die Reformation endgültig durch Luther und Justus Jonas in Leipzig eingeführt. Die Stadt war auch vom Schmalkaldischen Krieg 1546 und 1547 betroffen, in dem es für Leipzig und Sachsen vorrangig um die Gleichstellung der protestantischen Konfession ging. Infolge wechselte die Kurwürde an die albertinische Linie, in deren Herzogtum Leipzig lag.
Der Dreißigjährige Krieg war ein schwerer Einschnitt in die prosperierende Entwicklung der Stadt, die Bevölkerungszahl ging von 18.000 auf 12.000 zurück. Zwischen 1631 und 1642 wurde die Stadt fünfmal belagert, von 1642 bis 1650 war sie schwedisch besetzt. Am 17. September 1631 war die Leipziger Umgebung mit der Schlacht bei Breitenfeld Schauplatz einer der größten Niederlagen der Kaiserlichen unter Tilly im Dreißigjährigen Krieg. Ein Jahr darauf, am 16. November 1632, fiel Gustav Adolf in der Schlacht bei Lützen, etwa zehn Kilometer südwestlich der heutigen Leipziger Stadtgrenze.
Während des Siebenjährigen Krieges war Leipzig von 1756 bis 1763 durch Preußen besetzt.
Im Jahre 1813 fand die Völkerschlacht bei Leipzig im Zuge der sogenannten Befreiungskriege statt. Die verbündeten Heere der Österreicher, Preußen, Russen und Schweden brachten in dieser Schlacht Napoleons Truppen und deren Verbündeten, darunter das Königreich Sachsen, die entscheidende Niederlage.
In Folge der Niederlage des Königreichs Sachsens wurden auf dem Wiener Kongress im Jahr 1815 Gebietsabtretungen an das Königreich Preußen beschlossen. Im Leipziger Kreis betraf dies die nördlich des Kreisamts Leipzig liegenden Ämter Düben, Eilenburg, Delitzsch und Zörbig, sowie große Teile der zu Sachsen-Merseburg gehörigen Ämter Schkeuditz und Lützen. Die beim Königreich Sachsen verbliebenen kleinen Teile der Ämter Schkeuditz und Lützen und die beiden im Amt Leipzig gelegenen Exklaven des Amts Delitzsch wurden dem Kreisamt Leipzig angeschlossen. Dagegen wurden die im Amt Delitzsch gelegenen Leipziger Exklaven Pröttitz und Hayna (Leipziger Anteil) an Preußen abgetreten und dem Kreis Delitzsch angegliedert. Die Orte der Exklave des Gutsbezirks Altranstädt kamen 1815 bis auf Klein-Miltitz ebenfalls zu Preußen. Sie wurden dem Kreis Merseburg angegliedert.
Im Zuge der Neuordnung der Justiz- und Verwaltungsbehörden wurde das Kreisamt Leipzig im Jahr 1856 aufgelöst. Seine Aufgaben übernahmen die Gerichtsämter Leipzig I und Leipzig II, Rötha, Markranstädt, Zwenkau und Taucha.

### Der Gerichtsbezirk Harth
Der Halsgerichtsbezirk Harth, auch „Gericht vor der Harth“ war seit 1378 im Besitz der Markgrafschaft Meißen und wurde zu dieser Zeit gesondert erwähnt. Im 15. Jahrhundert ist er im Amt Leipzig aufgegangen.

### Das Amt Taucha
Der Ort Taucha mit dem Burgward kam durch Schenkung von Heinrich II. im Jahr 1004 an das Erzstift Magdeburg. Taucha, Mittelpunkt des erzbischöflichen Amts, wurde 1174 zur Stadt erhoben. 1268 ist Heinrich von Trebsen als Vogt belegt. 1280 nahm der Markgraf Dietrich von Landsberg das Schloss ein. Seitdem erschienen die Wettiner als Amtsherren. Das „Amt Taucha“ wurde um 1349 urkundlich nachgewiesen. Die Wettiner erkannten in der Mitte des 14. Jahrhunderts die Lehnshoheit des Erzstifts Magdeburg an, vereinigten aber das Amt im Jahr 1378 mit dem Amt Leipzig.

## Bestandteile
Das Amt mit Sitz in Leipzig umfasste 1827 fünf Städte und 134 Dörfer mit 56.500 Einwohnern und wurde zeitgenössisch auch als Kreisamt bezeichnet.
Städte
- Leipzig
- Rötha
- Markranstädt (1815 vom Amt Lützen)
- Taucha
- Zwenkau (1815 vom Amt Lützen, 1843 zum Amt Pegau)

Dörfer
| - Abtnaundorf - Albersdorf - Althen - Anger - Auenhain (Vorwerk) - Baalsdorf - Borsdorf - Cleuden - Connewitz - Cospuden - Cradefeld - Cröbern - Crostewitz - Crottendorf - Cunnersdorf | - Dahlitzsch - Debitzdeuben - Dechwitz - Dewitz - Döbitz - Dölitz - Dösen - Dreiskau - Engelsdorf - Espenhain - Eutritzsch - Gaschwitz - Gaulis - Gautzsch - Gerichshain | - Geschwitz - Göbschelwitz - Gohlis - Göhren - Göhrenz - Göltzschen - Gottscheina - Graßdorf - Großdeuben - Großpösna - Großpötzschau - Großstädteln - Großzschocher - Gruna - Güldengossa | - Hartmannsdorf - Hirschfeld - Hohenheida - Holzhausen - Kleinpösna - Kleinpötzschau - Kleinstädteln - Knauthain - Knautkleeberg - Kötzschwitz (Rittergut) - Gut Lauer - Lausen - Liebertwolkwitz - Lößnig - Magdeborn (Einzelgut) | - Markkleeberg - Merkwitz - Meusdorf - Mockau - Möckern - Mölkau - Muckern - Neumuckershausen - Neutzsch - Oelzschau - Oetzsch (bei Markkleeberg) - Panitzsch - Paunsdorf - Pfaffendorf - Plösen | - Plösitz - Podelwitz - Podschütz - Portitz - Probstdeuben - Probstheida - Prödel - Raschwitz (Vorwerk) - Reudnitz - Rödgen - Rüben - Schleußig - Schönefeld - Seegeritz - Seehausen | - Sehlis - Sellerhausen - Sestewitz (Vorwerk) - Sommerfeld - Störmthal - Stötteritz - Stünz - Tanzberg - Theka - Thonberg - Volkmarsdorf - Wachau - Windorf - Wolfshain - Zehmen | - Zöbigker - Zuckelhausen - Zweenfurth - Zweinaundorf |

Dörfer (Exklaven)
- Altranstädt (1815 zu Preußen)
- Großlehna (1815 zu Preußen)
- Hayna (anteilig) (1815 zu Preußen)
- Klein-Miltitz
- Oetzsch (bei Altranstädt) (1815 zu Preußen)
- Pröttitz (1815 zu Preußen)
- Treben (1815 zu Preußen)

Wüstungen
u. a.
- Drehsa (bei Gerichshain)
- Kolmen (bei Holzhausen)
- Thekla
- Wehrbruch (bei Zweenfurth)

### Dörfer, die 1815 zum Amtsgebiet kamen
Vom ehemaligen Amt Delitzsch
- Plaußig (Exklave)
- Pönitz (Exklave)

Vom ehemaligen Amt Schkeuditz
| - Böhlitz - Breitenfeld - Burghausen - Großdölzig - Kleindölzig | - Ehrenberg - Gundorf mit den Gütern Barneck und Neuscherbitz - Hänichen - Leutzsch - Lindenthal | - Lützschena - Quasnitz - Rückmarsdorf - Schönau - Stahmeln | - Wahren - Großwiederitzsch - Kleinwiederitzsch |

Vom ehemaligen Amt Lützen
| - Bösdorf - Eythra - Frankenheim - Gärnitz - Groß-Miltitz | - Kleinzschocher (Exklave) - Knautnaundorf - Kulkwitz - Lindenau (Exklave) - Lindennaundorf | - Plagwitz (Exklave) - Priesteblich - Quesitz - Rehbach - Seebenisch | - Zeschwitz |

## Amtmänner
- Wolf von Lindenau
- Andreas von Wagner
- Johann Gottfried Blümner (1764–1798)